# Гавриха
Гавриха — упразднённая деревня в Вязниковском районе Владимирской области России.

## География
Урочище находится в северо-восточной части области, в зоне хвойно-широколиственных лесов, в пределах Волжско-Окского междуречья, на берегу одного из правых притоков реки Мстёрки, на расстоянии примерно 22 километров (по прямой) к северо-западу от города Вязники, административного центра района.

### Климат
Климат характеризуется как умеренно континентальный. Средняя температура воздуха самого холодного месяца (января) — −11,1 °C (абсолютный минимум — −48 °С), средняя максимальная температура воздуха (июля) — +23,3 °С (абсолютный максимум — +37 °С). Годовое количество атмосферных осадков составляет около 607 мм, из которых 413 мм выпадает в период с апреля по октябрь.

## История
В «Списке населённых мест Владимирской губернии по сведениям 1859 года» населённый пункт упомянут, как казённая деревня Вязниковского уезда, расположенная при пруде, в 29 верстах от уездного города. В деревне насчитывалось 8 дворов и проживало 47 человек (23 мужчины и 24 женщины).
По состоянию на 1905 год в Гаврихе имелось 10 дворов и проживало 58 человек. В административном отношении деревня входила в состав Мстерской волости.
По данным 1926 года в селе имелось 13 хозяйств и проживал 61 человек (33 мужчины и 28 женщин). Являлась частью Троицко-Татаровского сельсовета.
На момент упразднения входила в состав Барско-Татаровского сельсовета Вязниковского района. Упразднена решением облисполкома № 682 от 30 июня 1977 года как фактически не существующая.